# باشگاه بسکتبال والگا-والکا
باشگاه بسکتبال والگا-والکا (انگلیسی: BC Valga-Valka) که بیشتر با نام والگا شناخته میشود یک باشگاه بسکتبال در والگا، استونی است که در سال ۲۰۰۱ تأسیس شده‌است.